# Paysage avec arbres
Paysage avec arbres est un tableau réalisé par Piet Mondrian en 1912. Cette huile sur toile est un paysage. Exposée au Salon des indépendants de 1913, elle est aujourd'hui conservée au musée d'Art de La Haye, aux Pays-Bas.

## Expositions
- Salon des indépendants de 1913, Paris, 1913.
- Le Cubisme, Centre national d'art et de culture Georges-Pompidou, Paris, 2018-2019.